# Villecresnes
Villecresnes est une commune française située dans le sud-est du département du Val-de-Marne, en région Île-de-France.
Ses habitants sont appelés les Villecresnois.

## Géographie

### Localisation
La commune se situe au sud-est du Val-de-Marne. Elle fait partie de plateau briard qui est une section de la plaine de Brie.

### Communes limitrophes
Situé au sud du Val-de-Marne, la ville est cernée par les communes de Limeil-Brévannes et Boissy-Saint-Léger au nord, Marolles-en-Brie et Santeny à l'est, Mandres-les-Roses au sud et Brunoy et Yerres à l'ouest.

### Relief et géologie
L'altitude maximale de la commune est de 111 mètres elle se situe au centre de l'étoile de Bellevue située dans le bois Prie-Dieu. Son altitude minimale est de 50 mètres qui se situe à la sortie du Réveillon au niveau de la commune d'Yerres.

### Hydrographie
Elle est traversée par le ruisseau du Réveillon, affluent de l'Yerres.

### Climat
Pour des articles plus généraux, voir Climat de l'Île-de-France et Climat du Val-de-Marne.
En 2010, le climat de la commune est de type climat océanique dégradé des plaines du Centre et du Nord, selon une étude du CNRS s'appuyant sur une série de données couvrant la période 1971-2000. En 2020, Météo-France publie une typologie des climats de la France métropolitaine dans laquelle la commune est exposée à un climat océanique altéré et est dans la région climatique Sud-ouest du bassin Parisien, caractérisée par une faible pluviométrie, notamment au printemps (120 à 150 mm) et un hiver froid (3,5 °C).
Pour la période 1971-2000, la température annuelle moyenne est de 11,6 °C, avec une amplitude thermique annuelle de 15,3 °C. Le cumul annuel moyen de précipitations est de 668 mm, avec 10,6 jours de précipitations en janvier et 7,7 jours en juillet. Pour la période 1991-2020, la température moyenne annuelle observée sur la station météorologique la plus proche, située sur la commune de Mandres-les-Roses à 2 km à vol d'oiseau, est de 11,9 °C et le cumul annuel moyen de précipitations est de 698,3 mm,. Pour l'avenir, les paramètres climatiques de la commune estimés pour 2050 selon différents scénarios d'émission de gaz à effet de serre sont consultables sur un site dédié publié par Météo-France en novembre 2022.
| Mois                                  | jan.          | fév.           | mars           | avril       | mai            | juin           | jui.           | août          | sep.        | oct.            | nov.             | déc.             | année     |
| ------------------------------------- | ------------- | -------------- | -------------- | ----------- | -------------- | -------------- | -------------- | ------------- | ----------- | --------------- | ---------------- | ---------------- | --------- |
| Température minimale moyenne (°C)     | 1,8           | 1,6            | 3,8            | 5,8         | 9,6            | 12,7           | 14,5           | 14            | 10,8        | 8,2             | 4,7              | 2,4              | 7,5       |
| Température moyenne (°C)              | 4,5           | 5              | 8,2            | 11          | 14,8           | 18,1           | 20,2           | 20            | 16,3        | 12,4            | 7,8              | 5                | 11,9      |
| Température maximale moyenne (°C)     | 7,2           | 8,6            | 12,7           | 16,4        | 19,9           | 23,5           | 25,9           | 26,1          | 21,8        | 16,6            | 10,9             | 7,5              | 16,4      |
| Record de froid (°C) date du record   | −16 08.01.10  | −13 07.02.1991 | −10,5 01.03.05 | −3 07.04.21 | 0,5 07.05.1997 | 1,8 04.06.1991 | 6,1 04.07.1990 | 6 28.08.1998  | 1 30.09.12  | −3,8 30.10.1997 | −10,4 24.11.1998 | −10,3 29.12.1996 | −16 2010  |
| Record de chaleur (°C) date du record | 16,1 27.01.03 | 22 27.02.19    | 25 31.03.21    | 29 20.04.18 | 33 28.05.17    | 38 22.06.17    | 39,5 31.07.20  | 40,1 06.08.03 | 35 15.09.20 | 29,5 01.10.11   | 23 08.11.15      | 17,3 16.12.1989  | 40,1 2003 |
| Précipitations (mm)                   | 57,2          | 50,9           | 49,8           | 50,6        | 67,4           | 58,6           | 60             | 61,1          | 52,4        | 58              | 61,8             | 70,5             | 698,3     |

### Voies de communication et transports
La commune se situe à 21 km du centre de Paris, le long de la RN 19 et près de la N 104 Francilienne.

#### Voies routières
Villecresnes est traversé par la Route nationale 19 (RN19) et par la Départementale 253 (D253).

#### Pistes cyclables
Cette commune est traversée par une grande piste cyclable, appelée « Coulée verte ».

#### Transports en commun
La commune ne possède aucune station sur son propre territoire, en revanche voici les 3 stations les plus proches du centre-ville de Villecresnes :
- Boissy-Saint-Léger ;
- Yerres ;
- Brunoy.

La ville est traversée par sept lignes de bus : 
- Les lignes 449 et 451 du réseau de bus Marne et Seine ;
- Les lignes 4121, 423 du réseau Pays Briard ;
- Les lignes 4110, 4111 et 4132 du réseau de bus Val d'Yerres Val de Seine.

La ville était desservie jusqu’en 1953 par la gare de Villecresnes. Elle fut fermée en même temps que le tronçon Boissy-Saint-Léger - Brie-Comte-Robert de la ligne de Paris-Bastille à Marles-en-Brie (dite « de Vincennes »), avant d’être détruite en 1984 en prévision de la construction du raccordement d’interconnexion nord-sud des LGV sur l’emprise de la ligne.

## Urbanisme

### Typologie
Au 1er janvier 2024, Villecresnes est catégorisée grand centre urbain, selon la nouvelle grille communale de densité à sept niveaux définie par l'Insee en 2022.
Elle appartient à l'unité urbaine de Paris, une agglomération inter-départementale regroupant 407  communes, dont elle est une commune de la banlieue,,. Par ailleurs la commune fait partie de l'aire d'attraction de Paris, dont elle est une commune du pôle principal,. Cette aire regroupe 1 929 communes,.

### Occupation des sols
| Type d'occupation           | Pourcentage | Superficie (en hectares) |
| --------------------------- | ----------- | ------------------------ |
| Espace urbain construit     | 35,00 %     | 196,77                   |
| Espace urbain non construit | 16,80 %     | 94,63                    |
| Espace rural                | 48,11 %     | 270,22                   |
| Source : Iaurif             |             |                          |

### Lieux-dits, quartiers et écarts
Il existe deux lieux-dits, Cerçay et Bois d'Auteuil. Depuis les années 2000, la ville s'est dotée de quartiers distincts : Justice, Cerçay, Gros Bois, Réveillon et Gare et Centre.

### Projets d'aménagements
La commune va se doter d'un écoquartier : le quartier du Bois d'Auteuil, du nom du bois adjacent. La Poste était propriétaire d'un vaste terrain de 24 hectares, que la ville a souhaité racheter entre 2006 et 2012 à la suite du désengagement du groupe postal français. Les structures sportives (stade, terrains de football, piscine, tennis) ont été conservées. Les courts de tennis ont fait l'objet d'un réaménagement qui ont amené le club de tennis à venir s'installer sur le site. Le centre de loisirs a également été racheté par la commune en septembre 2012 et en partie rénové.
Les travaux vont permettre de détruire les bâtiments inutilisés, de construire 350 nouveaux logements (dont 100 logements sociaux), une zone d'activités, ainsi qu'un groupe scolaire de 17 classes destiné à remplacer l'école d'Atilly. Ce dernier sera construit juste à côté du stade, derrière la tribune, sur l'actuel terrain de football en gazon.
Le nouveau quartier devrait accueillir ses premiers habitants en 2016.
À l'issue du concours organisé par le Centrale de Création Urbaine, les promoteurs immobiliers retenus sont Vinci Immobilier, le Groupe Pichet et Perspective Habitat.

## Toponymie
Le nom de la localité est attesté sous les formes Villa Creana en 1097 (acte de donation en faveur de l'abbaye de Saint-Martin-des-Champs) ; Villa cranea en 1159 ; Villa Cranea au XIIe siècle ; Villa crana 1235 ; Villecrêne, puis Villecresne et enfin Villecresnes.
D'un ancien *Ville escrenne « ferme, village de la chaumière, de la masure », basé sur l'ancien français escrenne « chaumière, masure », aussi « hutte » (variantes escriene, escreigne, etc. puis ecrenne).
Remarque : il n'y a aucune trace d'un élément (E)s- à l'initiale de Creana.

## Histoire
C'est dans une donation faite, en 1097, à Corbeil, en faveur de l'abbaye de Saint-Martin-des-Champs, qu'il est, pour la première fois, question d'un certain Waldricus, habitant de la Villa Crana; il n'y a pas de doute que les premières habitations de Villecresnes aient été construites dans les bois ou leur lisière[réf. nécessaire]. Des armes en silex poli trouvées en 1894 par un cultivateur dans son champ, attestent que les hommes préhistoriques ont foulé le sol de Villecresnes.
Avant et pendant la guerre de Cent Ans, son histoire est liée à celle de l'abbaye d'Yerres et à celle de Brunoy. À la suite du traité de Troyes qui livrait la France aux Anglais, le silence tombe sur cette région.
Jusqu'en 1640, l'église de Villecresnes était commune à Marolles et à Mandres ; à partir de cette date, elle devient uniquement consacrée à Villecresnes ; seul son clocher du XIIIe siècle reste comme témoin du passé. Le territoire de Villecresnes comprenait huit fiefs. Le plus ancien était celui de l'Hôtel des Jardins, propriété des seigneurs de Villecresnes.
C'est, en 1777, que Monsieur, comte de Provence, frère du Roi Louis XVI, rassembla ces fiefs en devenant Seigneur de Villecresnes, de Cerçay et du Bois d'Auteuil. Pendant la Révolution le pouvoir de maire ne durait même pas un an. Ce n'est qu'en 1848 que Villecresnes et Cercay eurent leur Arbre de la Liberté.

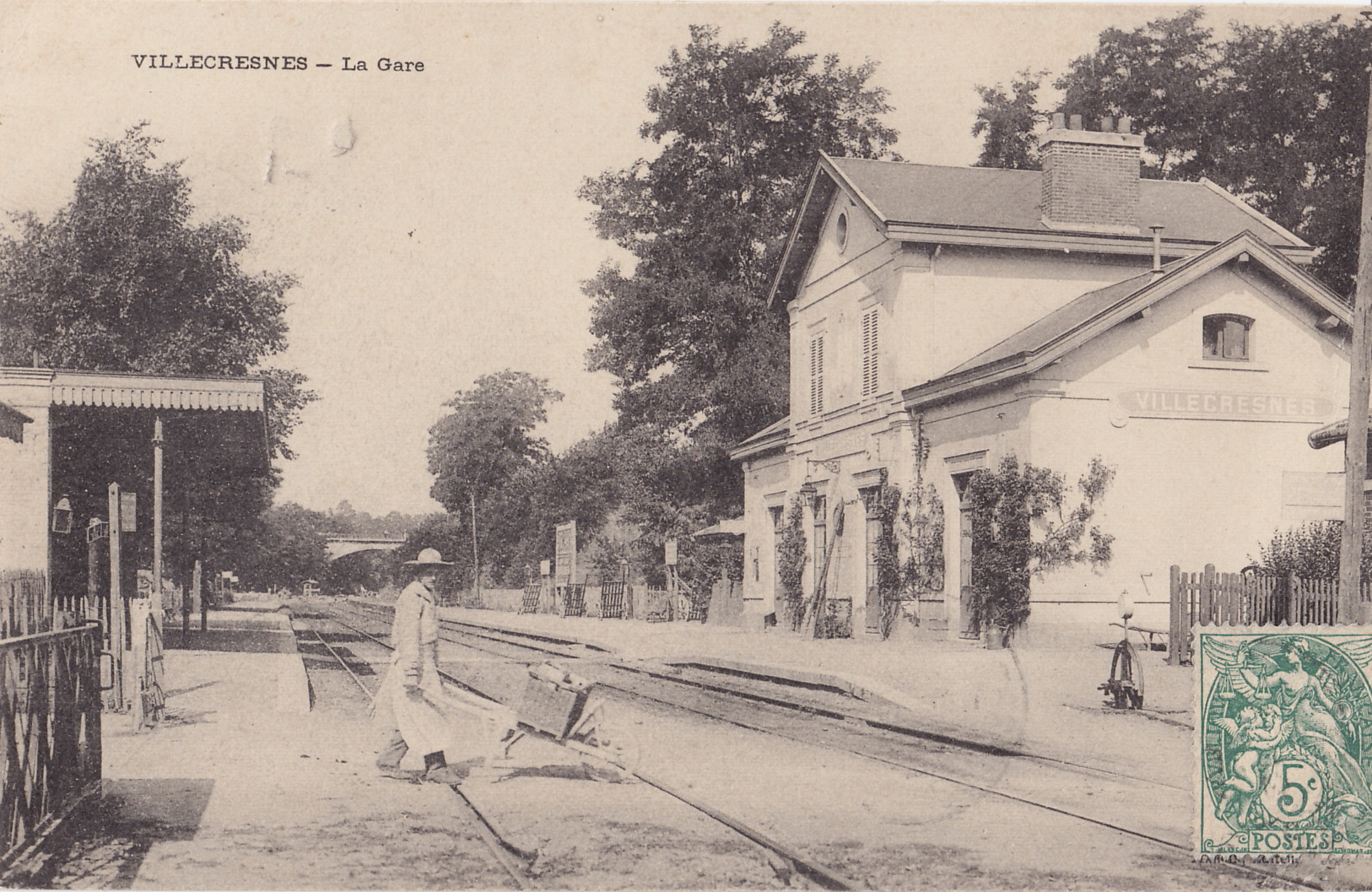
La gare de Villecresnes, sur la ligne de Vincennes, vers 1907.

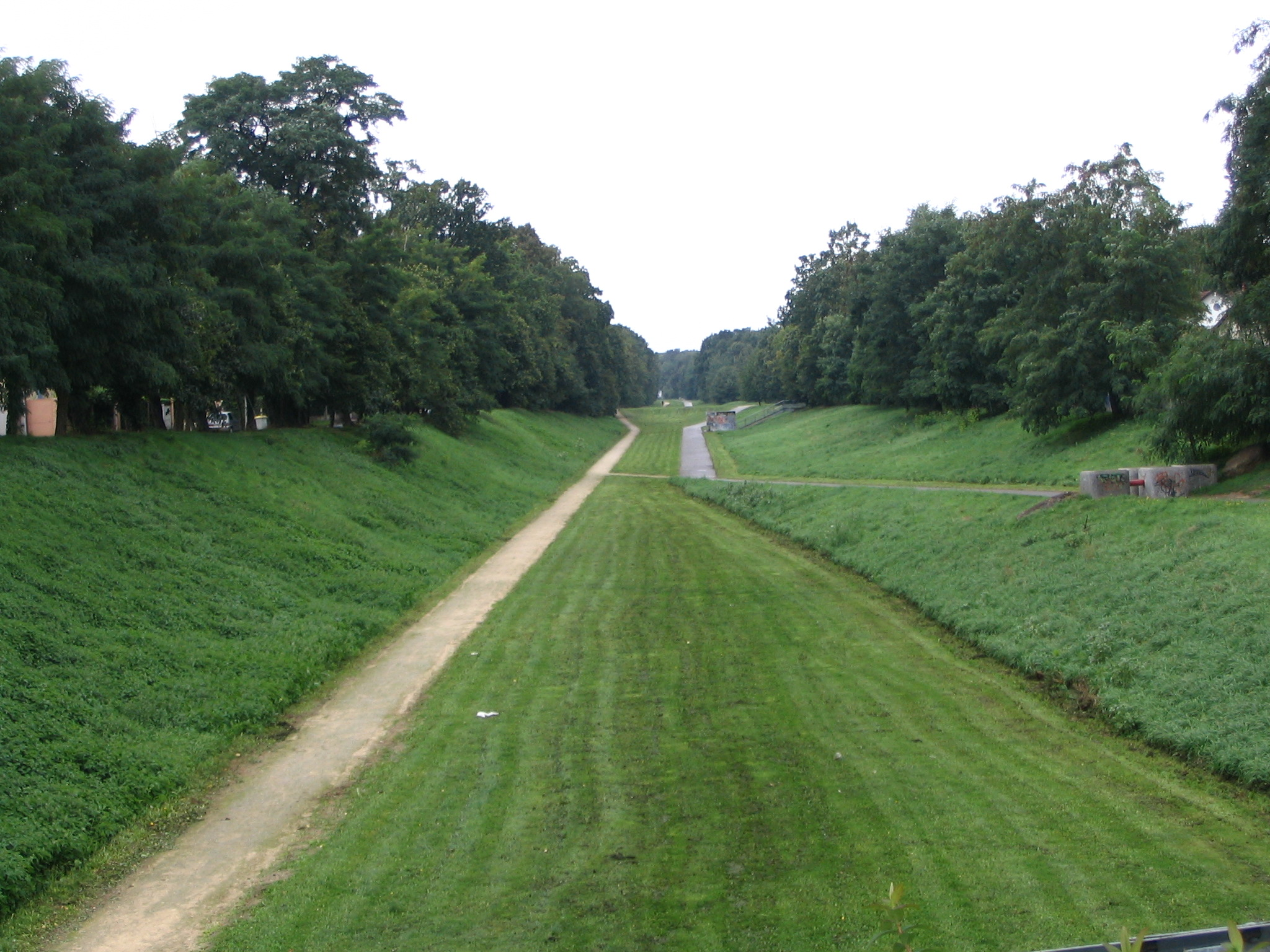
La coulée verte en dessous de laquelle passe la ligne à grande vitesse.

Selon la Physiologie du goût, c’est ici que Brillat Savarin inventa la cuisson à la vapeur.
La commune a commencé à s'agrandir avec l'arrivée du chemin de fer de la ligne de Vincennes en 1875 ce qui entraîne l'ouverture de la première école publique les Merles durant l'année 1907. Après la Seconde Guerre mondiale, elle a subi la forte demande logements qu'a engendré le baby-boom et la ville s'est urbanisée en lieu et place des zones agricoles d'avant-guerre. En 1953, la gare de Villecresnes fut fermée (et détruite en 1994).
Durant les années 1980, une grande bataille eut lieu entre la municipalité et l'État au sujet de la création de la ligne TGV sur le tracé de l'ancienne ligne de Vincennes. La municipalité vit ses revendications suivies et un tunnel de 2 500 mètres, au lieu de des 200 mètres prévus à l'origine, fut construit car à Villecresnes le train passait dans une vallée encaissée (comme actuellement à Vincennes) sauf au niveau de l'ancienne gare, ce qui permit de créer une coulée verte entre le bois de la Grange et le mont Ézard.

## Politique et administration

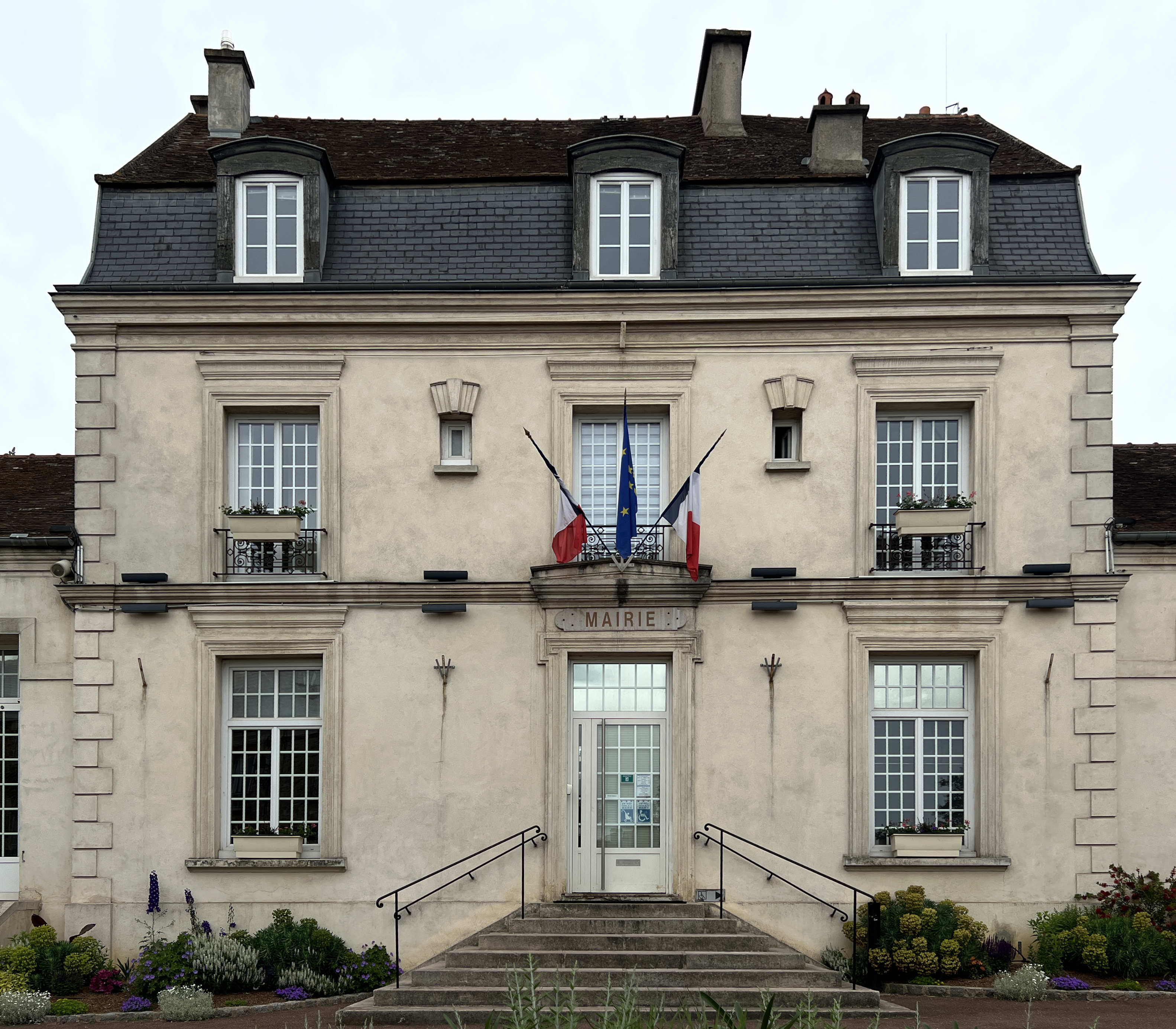
Bâtiment de la mairie.

### Rattachements administratifs et électoraux
Jusqu’à la loi du 10 juillet 1964, la commune faisait partie du département de Seine-et-Oise. Le redécoupage des anciens départements de la Seine et de Seine-et-Oise fait que la commune appartient désormais au Val-de-Marne, à la suite d'un transfert administratif effectif le 1er janvier 1968. Elle fait également partie de l'arrondissement de Créteil, et, pour l'élection des députés, de la troisième circonscription du Val-de-Marne.
Villecresnes dépendait depuis 1801 du canton de Boissy-Saint-Léger de Seine-et-Marne. Lors de la création du Val-de-Marne, la commune est devenue en 1967 le chef-lieu du canton de Villecresnes. Dans le cadre du redécoupage cantonal de 2014 en France, elle est désormais intégrée au canton du Plateau briard, dont le bureau centralisateur est à Boissy-Saint-Léger.

### Intercommunalité
La commune était membre de la communauté de communes du Plateau Briard (CCPB), créée au 1er janvier 2003.
Dans le cadre de la mise en œuvre de la volonté gouvernementale de favoriser le développement du centre de l'agglomération parisienne comme pôle mondial est créée, le 1er janvier 2016, la métropole du Grand Paris (MGP), dont la commune est membre.
La loi portant nouvelle organisation territoriale de la République du 7 août 2015 prévoit également la création de nouvelles structures administratives regroupant les communes membres de la métropole, constituées d'ensembles de plus de 300 000 habitants, et dotées de nombreuses compétences, les établissements publics territoriaux (EPT).
La commune a donc également été intégrée le 1er janvier 2016 à l'établissement public territorial Grand Paris Sud Est Avenir, qui succède notamment à la CCPB.

### Tendances politiques et résultats
Élections présidentielles, résultats des deuxièmes tours
- Élection présidentielle de 2002[23]: 83,10 % pour Jacques Chirac (RPR), 16,90 % pour Jean-Marie Le Pen (FN), 84,09 % de participation.
- Élection présidentielle de 2007[24]: 60,68 % pour Nicolas Sarkozy (UMP), 39,32 % pour Ségolène Royal (PS), 87,43 % de participation.

Élections législatives, résultats des deuxièmes tours
- Élections législatives de 2002[25]: 60,64 % pour Michelle Bataille (UMP), 39,36 % pour Roger-Gérard Schwartzenberg (PRG), 63,08 % de participation.
- Élections législatives de 2007[26]: 57,21 % pour Didier Gonzales (UMP), 42,79 % pour Roger-Gérard Schwartzenberg (PRG), 59,61 % de participation.

Élections européennes, résultats des deux meilleurs scores
- Élections européennes de 2004[27]: 24,71 % pour Harlem Désir (PS), 17,99 % pour Patrick Gaubert (UMP), 45,96 % de participation.
- Élections européennes de 2009[28]: 31,51 % pour Michel Barnier (UMP), 17,02 % pour Daniel Cohn-Bendit (Europe Écologie), 41,96 % de participation.

Élections régionales, résultats des deux meilleurs scores
- Élections régionales de 2004[29]: 45,63 % pour Jean-François Copé (UMP), 42,00 % pour Jean-Paul Huchon (PS), 12,37 % pour Marine Le Pen (FN), 67,87 % de participation.
- Élections régionales de 2010[30]: 50,74 % pour Valérie Pécresse (UMP), 49,26 % pour Jean-Paul Huchon (PS), 51,61 % de participation.

Élections cantonales et départementales, résultats des deuxièmes tours
- Élections cantonales de 2001 données manquantes.
- Élections cantonales de 2008[31]: 38,75 % pour Pierre-Jean Gravelle (UMP), 22,52 % pour Didier Giard (DVD), 62,12 % de participation.

Le 18 septembre 2008, le tribunal administratif de Melun annule le vote des 9 et 16 mars 2008 : de nombreuses enveloppes électorales envoyées aux votants avant l'élection ne contenaient ni la profession de foi, ni le bulletin de vote de l'un des candidats. Le 25 janvier et le 1er février 2009 eurent lieu des élections cantonales partielles pour élire le conseiller général du canton de Villecresnes.
Élections municipales, résultats des deuxièmes tours
- Élections municipales de 2001 : données manquantes.
- Élections municipales de 2008[32]: 57,6 % pour Daniel Wappler (SE), 42,4 % pour Pierre-Jean Gravelle (UMP), 64,4 % de participation.
- Élections municipales de 2014[33]: 54,2 % pour Gérard Guille (UMP), 45,8 % pour Daniel Wappler (Divers droite), 60,1 % de participation.
- Élections municipales de 2020[34] : 62,12 % pour Patrick Farcy (sans étiquette, soutenu par LREM, EELV et l'UDI), 39,87 % pour Gérard Guille (LR), maire sortant. 42;71 % de participation[35]

Élections référendaires
- Référendum de 2000 relatif au quinquennat présidentiel[36]: 72,75 % pour le Oui, 27,25 % pour le Non, 33,91 % de participation.
- Référendum de 2005 relatif au traité établissant une Constitution pour l'Europe[37]: 50,82 % pour le Oui, 49,18 % pour le Non, 72,78 % de participation.

### Liste des maires
Neuf maires se sont succédé depuis la Libération de la France :
| Période      | Période                   | Identité                           | Étiquette | Qualité |
| ------------ | ------------------------- | ---------------------------------- | --------- | --- |
| 1945         | 1946                      | Robert Dobigny                     |           | |
| 1946         | mars 1971                 | Jean-Philippe Bertrand (1898-1974) |           | Médecin |
| mars 1971    | mars 1977                 | Léon Constantin (1919-2009)        | SE        | |
| mars 1977    | mars 2001                 | Pierre Gravelle                    | UDF-PR    | Directeur du service après-vente à la SFENA Conseiller général de Villecresnes (1994 → 2001) Conseiller régional (1986 → 1992)                                                               |
| mars 2001    | juillet 2003              | Xavier Pozzo di Borgo (1941-2017)  | DL        | Adjoint au maire (1989 → 2001) Démissionnaire pour raisons personnelles |
| juillet 2003 | 2008                      | Pierre-Jean Gravelle (1951- )      | UMP       | Commercial Conseiller général de Villecresnes (2001 → 2015) Conseiller départemental du Plateau briard (2015 → 2021) Fils de Pierre Gravelle                                                 |
| mars 2008    | mars 2014                 | Daniel Wappler                     | SE        | Ancien DRH du groupe Saint-Gobain, adjoint au maire (2003 → 2008) Ancien président de la CC du Plateau Briard (2006 → 2006) Ordre national du Mérite : chevalier (1995) puis officier (2004) |
| mars 2014    | mai 2020                  | Gérard Guille (1945- )             | UMP → LR  | Ingénieur |
| mai 2020     | En cours (au 23 mai 2020) | Patrick Farcy (1955- )             | DVC-UDI   | Directeur des magasins Orange en Ile-de-France retraité Conseiller départemental depuis 2021                                                                                                 |

### Politique environnementale
La ville bénéficie[Quand ?] de deux fleurs au concours des villes et villages fleuris.

### Sécurité
La commune dépend du commissariat de Boissy-Saint-Léger. Depuis avril 2012, elle dispose d'une police municipale.

### Jumelages
La commune de Villecresnes a développé deux associations de jumelage, officialisées en 2011:
- Zibido San Giacomo (Italie) depuis 2010 ;
- Weißenhorn (Allemagne) depuis 2010.

## Population et société

### Démographie

#### Évolution démographique
L'évolution du nombre d'habitants est connue à travers les recensements de la population effectués dans la commune depuis 1793. Pour les communes de plus de 10 000 habitants les recensements ont lieu chaque année à la suite d'une enquête par sondage auprès d'un échantillon d'adresses représentant 8 % de leurs logements, contrairement aux autres communes qui ont un recensement réel tous les cinq ans,.

En 2022, la commune comptait 11 650 habitants, en évolution de +18,54 % par rapport à 2016 (Val-de-Marne : +3 %, France hors Mayotte : +2,11 %).
| 1793 | 1800 | 1806 | 1821 | 1831 | 1836 | 1841 | 1846 | 1851 |
| ---- | ---- | ---- | ---- | ---- | ---- | ---- | ---- | ---- |
| 500  | 599  | 618  | 628  | 702  | 700  | 681  | 736  | 704  |

| 1856 | 1861 | 1866 | 1872 | 1876 | 1881 | 1886 | 1891 | 1896 |
| ---- | ---- | ---- | ---- | ---- | ---- | ---- | ---- | ---- |
| 677  | 706  | 745  | 642  | 673  | 730  | 779  | 833  | 884  |

| 1901 | 1906 | 1911 | 1921 | 1926  | 1931  | 1936  | 1946  | 1954  |
| ---- | ---- | ---- | ---- | ----- | ----- | ----- | ----- | ----- |
| 886  | 892  | 881  | 908  | 1 266 | 1 580 | 1 803 | 1 805 | 2 297 |

| 1962  | 1968  | 1975  | 1982  | 1990  | 1999  | 2004  | 2006  | 2011  |
| ----- | ----- | ----- | ----- | ----- | ----- | ----- | ----- | ----- |
| 3 031 | 3 875 | 6 053 | 6 472 | 7 921 | 8 361 | 8 867 | 9 190 | 9 712 |

| 2016  | 2021   | 2022   | - | - | - | - | - | - |
| ----- | ------ | ------ | - | - | - | - | - | - |
| 9 828 | 11 642 | 11 650 | - | - | - | - | - | - |

#### Pyramide des âges
En 2018, le taux de personnes d'un âge inférieur à 30 ans s'élève à 37,7 %, soit en dessous de la moyenne départementale (39,5 %). À l'inverse, le taux de personnes d'âge supérieur à 60 ans est de 23,4 % la même année, alors qu'il est de 19,9 % au niveau départemental.
En 2018, la commune comptait 5 344 hommes pour 5 775 femmes, soit un taux de 51,94 % de femmes, légèrement supérieur au taux départemental (51,91 %).
Les pyramides des âges de la commune et du département s'établissent comme suit.
| Hommes | Classe d’âge | Femmes |
| ------ | ------------ | ------ |
| 0,4    | 90 ou +      | 2,0    |
| 6,3    | 75-89 ans    | 8,2    |
| 14,5   | 60-74 ans    | 15,4   |
| 19,6   | 45-59 ans    | 18,9   |
| 19,9   | 30-44 ans    | 19,3   |
| 16,8   | 15-29 ans    | 15,9   |
| 22,4   | 0-14 ans     | 20,4   |

| Hommes | Classe d’âge | Femmes |
| ------ | ------------ | ------ |
| 0,5    | 90 ou +      | 1,4    |
| 5,1    | 75-89 ans    | 7,2    |
| 12,6   | 60-74 ans    | 13,6   |
| 19,4   | 45-59 ans    | 19     |
| 21,1   | 30-44 ans    | 21,1   |
| 20,9   | 15-29 ans    | 19,5   |
| 20,3   | 0-14 ans     | 18,2   |

### Enseignement
Les élèves de Villecresnes sont rattachés à l'académie de Créteil. Ils disposent d'une halte-garderie, trois maternelles publiques (Château, Fleurs et Réveillon) et une privée (Le Petit cours), deux écoles primaires (Merles et Mélanie Bonis) et un collège (La Guinette). Une école élémentaire sera construite au Bois d'Auteuil dans le cadre de l'aménagement du nouveau quartier, en remplacement de l'école d'Atilly.
Le collège Simone-Veil à Mandres-les-Roses accueille les élèves du quartier de Cerçay, le temps que la Guinette soit refait.
Il n'y a pas de lycée à Villecresnes. Il faut donc aller dans les communes limitrophes : d'après la carte scolaire, Guillaume-Budé à Limeil-Brévannes et Christophe-Colomb à Sucy-en-Brie suivant les options choisies à l'entrée au lycée.

### Manifestations culturelles et festivités
- La Fête du sport de la CCPB (30 samedi mai)
- La Fête de Villecresnes (dernier week-end de juin)
- Le forum des associations (1er samedi de septembre)
- La brocante - Le vide-greniers[52] (1er dimanche de septembre)
- Le Salon d'Automne de Villecresnes avec plus de 90 exposants : artisans, artistes créateurs, peintres, sculpteurs, gastronomie (dernier week-end de novembre).
- Les Rencontres Artistiques de Villecresnes[53] qui rassemblent chaque année des peintres, des sculpteurs et des photographes autour de six grands concours.

### Santé
Une clinique spécialisée dans le traitement des pathologies liées au surpoids se trouve dans la ville.

### Sports
Trois centres sportifs sont ancrés dans la ville : l'ancien complexe ASPTT (stade avec piste d'athlétisme, 3 terrains de football, piscine, 8 courts de tennis), le stade Gilbert-Vandar (2 terrains de football), et le gymnase Didier-Pironi (gymnase, dojo, terrain de rugby).
- Ancien complexe ASPTT Paris :
  - Football
  - Natation
  - Tennis
  - Athlétisme
  - Fitness
- Rugby Club du Plateau Briard
- Football
- Volley-ball
- Handball
- Basket
- Pétanque
- Équitation
- Dressage de chiens
- Bridge
- Tarot
- Tir à l'arc
- Foulée villecrenoise :
  - Marche à pied
  - Course à pied
- Tennis de Table
- Gymnastique
- Trampoline
- Danse
- Judo, jujitsu, lutte, remise en forme, yoga
- Vélo sportif villecresnois
- Badminton

Un centre naturiste, le club gymnique de France (CGF), est implanté depuis 1930 sur la commune dans un espace boisé clôturé.
Il existe également un club de danse, le VAC, proposant :
- Flamenco
- Aérobic
- Danse Classique
- Modern Jazz
- Danse Bout d'chous (pour les plus petits)

### Lieux de culte
L'Église Notre-Dame fut construite au XIe siècle, en partie refaite au XVIIIe siècle et le clocher fut refait en 2004. La Maison de Retraite Saint-Pierre accueille une chapelle.

### Médias
L'hebdomadaire Le Parisien relate les informations locales. La commune est en outre dans le bassin d'émission des chaînes de télévision France 3 Paris Île-de-France Centre et IDF1.
Le journal mensuel de la commune s'appelle Villecresnes le Mag, et résume toutes les nouveautés concernant la ville :
- Economiques,
- Sportives
- Culturelles, etc.

## Économie
Du Moyen Âge au début du XVIIIe siècle, l'activité principale fut l'agriculture pour alimenter Paris en produits frais. Au cours du XIXe siècle, l'activité principale fut le vignoble mais déclina avant l'arrivée du train à cause du phylloxéra. Les deux activités qui ont remplacé le vin sont la production de bois de chauffage pour Paris et la production de roses qui donna une importance à la commune et aujourd'hui les communes limitrophes et Villecresnes sont le troisième producteur de roses en France. Avec le baby-boom, la forte demande en logements a fait reculer l'activité agricole (il ne reste plus que 20 ha de culture sur les 300 ha d'avant guerre) et au XXe siècle l'économie principale est le tertiaire comme le centre de la Poste entre Villecresnes et Mandres-les-Roses ou les ateliers Beaumont près d'Yerres.

### Emplois, revenus et niveau de vie
| Répartition des emplois par catégories socioprofessionnelles en 2007. |              |                                           |                                                   |                            |          |          |           |                               |
|                                                                       | Agriculteurs | Artisans, commerçants, chefs d'entreprise | Cadres et professions intellectuelles supérieures | Professions intermédiaires | Employés | Ouvriers | Retraités | Sans activité professionnelle |
| Villecresnes                                                          | 0,1 %        | 4,0 %                                     | 12,6 %                                            | 18,6 %                     | 18,3 %   | 7,8 %    | 24,2 %    | 14,4 %                        |
| Val-de-Marne                                                          | 0,0 %        | 2,9 %                                     | 13,8 %                                            | 16,8 %                     | 19,3 %   | 9,9 %    | 19,8 %    | 17,6 %                        |
| Moyenne nationale                                                     | 1,1 %        | 3,2 %                                     | 8,3 %                                             | 13,6 %                     | 16,7 %   | 13,8 %   | 25,3 %    | 17,9 %                        |
| Sources : Insee,                                                      |              |                                           |                                                   |                            |          |          |           |                               |

## Culture locale et patrimoine

### Patrimoine environnemental
Les espaces verts autour et dans Villecresnes ainsi que les passages des anciennes grandes propriétés permettent une visite de la commune dans son ensemble.

### Patrimoine architectural
Les lieux touristiques sont la mairie (XVIIIe siècle), l'auvent de l'école des Merles (1907), le château de Villecresnes autrefois Hôtel des Jardins, puis Château Richerand (XVIIe et XVIIIe siècles) qui accueille le Club Arc en Ciel et les Ateliers du Réveillon, le Fief, ancien Hôtel Desmarais (1880) qui accueille le conservatoire de musique et Château-Gaillard (XVIIIe siècle) qui accueille la bibliothèque. Il ne reste plus que le pigeonnier de l'ancien château de Cerçay (XVIIIe et XIXe siècles) ainsi que les écuries. Le tombeau de Gustave Larroumet et les halles du marché (jeudi et dimanche matin) sont les autres lieux touristiques.

### Équipements culturels
La ville est équipée d'une bibliothèque, située dans le Château Gaillard. Elle possède aussi un ludothèque municipale, installée dans le quartier du bois d'Auteuil, proposant près de 2000 jeux qui peuvent être empruntés sous réserve d'adhésion. La ludothèque propose aussi des animations thématiques.
Le conservatoire de Villecresnes enseigne musique et théâtre.
Le centre culturel Le Fief, l'Orangerie du Château ainsi que la Salle polyvalente accueillent des expositions, des spectacles et des concerts. La mairie dispose également d'une salle polyvalente dans laquelle sont organisés divers événements.
Le terrain de rugby, les différents terrains de football et les stades. Le gymnase Didier Pironi ou se passe divers événements (carnaval rencontre sportives...) et le stade de l'ASPTT qui accueille le feu d'artifice des concerts entre autres.
En Septembre 2022, le site de la commune référençait près de 60 associations dans divers secteurs d'activité (sport, patrimoine, solidarité, vie scolaire, etc.)

### Personnalités liées à la commune
Différents personnages publics sont nés, morts ou ont vécu à Villecresnes :
- Alexandre Pierre Julienne de Bélair (1747-1819), militaire français du XVIIIe siècle.
- François-Nicolas-Vincent Campenon (1772-1843), inhumé à Villecresnes. Poète et traducteur français. Premier membre guadeloupéen de l'Académie française.
- Anthelme Richerand (1779-1840), inhumé à Villecresnes où il avait acquis une propriété. Professeur à l'École de médecine de Paris, chirurgien en chef à l'Hôpital Saint Louis de Paris, membre de l'Académie de médecine, chirurgien consultant des rois Louis XVIII et Charles X qui lui conféra pour services rendus à la science le titre de baron en 1829. Son deuxième fils (Magloire) fut maire de Villecresnes comme indiqué de 1871 à 1912. Un boulevard et une impasse de la commune portent le nom de Richerand.
- Eugène Rouher (1814-1844), ministre sous Napoléon III, il est l'un des propriétaires du Château de Cerçay.
- Alphonse-Alexandre Arson (1822-1895), sculpteur français mort dans la commune.
- Gustave Larroumet (1852-1903), inhumé à Villecresnes, directeur des Beaux-Arts.
- Basile Lemeunier (1852-1922), peintre portraitiste né à Antoigny (Orne) inscrit à l'École des Beaux-Arts de Paris ami d'Édouard Detaille, a vécu et est inhumé à Villecresnes[réf. nécessaire].
- Carolus Lemeunier (1881-1918), fils de Basile Lemeunier, également peintre et inhumé à Villecresnes[réf. nécessaire].
- Pierre Dagorno (1897-1944), résistant français mort pour la France, médaillé de l'Ordre de la Libération[59]. La voie principale — rue du Lieutenant Dagorno — porte son nom.
- James Marson (1926-2017), homme politique français,
- Pierre Vassiliu  (1937-2014), chanteur français.
- Didier Pironi, né en 1952, pilote de F1, mort au cours d'une course de bateaux offshore en Angleterre en 1987. Le gymnase et le stade de rugby portent son nom depuis 1989.
- Frédéric Pietruszka, né en 1954 à Villecresnes, escrimeur, médaillé olympique.
- Alexandra Lamy, née en 1971 à Villecresnes, comédienne française.
- Séverine de la Croix (1985-...), écrivain, auteur de littérature jeunesse, scénariste de bande dessinée.

### Héraldique, logotype et devise
| Blason de Villecresnes | Blason  | De gueules aux trois huttes de gaulois d'argent, chaussé parti d'azur semé d'abeilles d'or et d'azur semé de rose d'or. |
| Blason de Villecresnes | Détails | * Il y a là non-respect de la règle de contrariété des couleurs : ces armes sont fautives (gueules sur azur). Les huttes parce que l'emplacement était occupé par des Gaulois, les abeilles pour le maréchal d'Empire Berthier (qui a possédé le domaine de Grosbois), les roses qui étaient la principale culture du village. Le statut officiel du blason reste à déterminer. |
| Blason de Villecresnes | Alias   | Logotype. Le logo, réalisé en 1989, présente une image d'avenir par rapport au blason créé en 1974. Il présente une image d'avenir, plus dynamique, volontaire, reconnue, afin que son empreinte marque les esprits, consciemment ou non, en l'associant à une entreprise, celle pour laquelle vous avé élu votre conseil municipal : Garder à Villecresnes son caractère champêtre dans un cadre où il fait bon vivre. - En point d'orgue, la présence apaisante d'une onde bleue rappelle le passage sur les terres de la commune du merveilleux ruisseau si plaisant nommé "Réveillon" et son environnement calme. |

## Pour approfondir